# شاه ويران بائين (همت أباد)
شاه ویران بائین (بالفارسية: شاه‌ویران پائین) هي مستوطنة تقع في إيران في قسم همت أباد الريفي. يقدر عدد سكانها بـ 255 نسمة .